# Batalla de Miñano Mayor
La batalla de Miñano Mayor, también conocida como batalla del puente de Durana, fue un enfrentamiento armado librado durante la Guerra de las Comunidades de Castilla que enfrentó el 19 de abril de 1521 en la localidad alavesa de Durana, y luego en la de Miñano Mayor, a las fuerzas realistas capitaneadas por Martín Ruiz de Avendaño y Gamboa y a las comuneras dirigidas por el conde de Salvatierra Pedro López de Ayala, quien se había había adherido a la causa de los rebeldes castellanos desde septiembre de 1520.
La contienda significó la derrota definitiva del ejército insurrecto en Álava. El conde pudo huir en dirección a la frontera portuguesa —donde permanecería hasta 1524 —, pero todos sus capitanes fueron tomados prisioneros por los realistas, y uno de ellos, Gonzalo de Barahona, ejecutado al día siguiente en Vitoria.

## Contexto
Tras mantenerse unas semanas al margen del conflicto comunero, el conde de Salvatierra volvió a entrar en acción durante el mes de febrero reclutando soldados en su feudo y mostrando una cierta hostilidad hacia el poder real. El 8 de marzo interceptó la artillería que desde Fuenterrabía acudía a reforzar el ejército del condestable de Castilla. A continuación puso cerco a Vitoria, aunque se retiró al cabo de unos días tras obtener algunas concesiones de parte de la ciudad. Lo cierto es que a partir de entonces comenzó a fracasar una y otra vez: los realistas se apoderaron de Salvatierra, que  intentó recuperar en vano el 20 de marzo, y al mismo tiempo asolaron el valle de Cuartango y destruyeron el castillo de Morillas. El 6 de abril el conde inició un segundo sitio a la villa de Salvatierra, que generalizó el día 10 con un ataque nocturno de 15 000 hombres. Pero la resistencia que plantearon Martín Martínez de Oquerruri y el diputado general de la provincia, Diego Martínez de Álava, le obligaron a retirarse el 11 en dirección a las tierras de Ayala. Una semana después, aproximadamente, tenía lugar la batalla decisiva en Miñano Mayor.

## La batalla

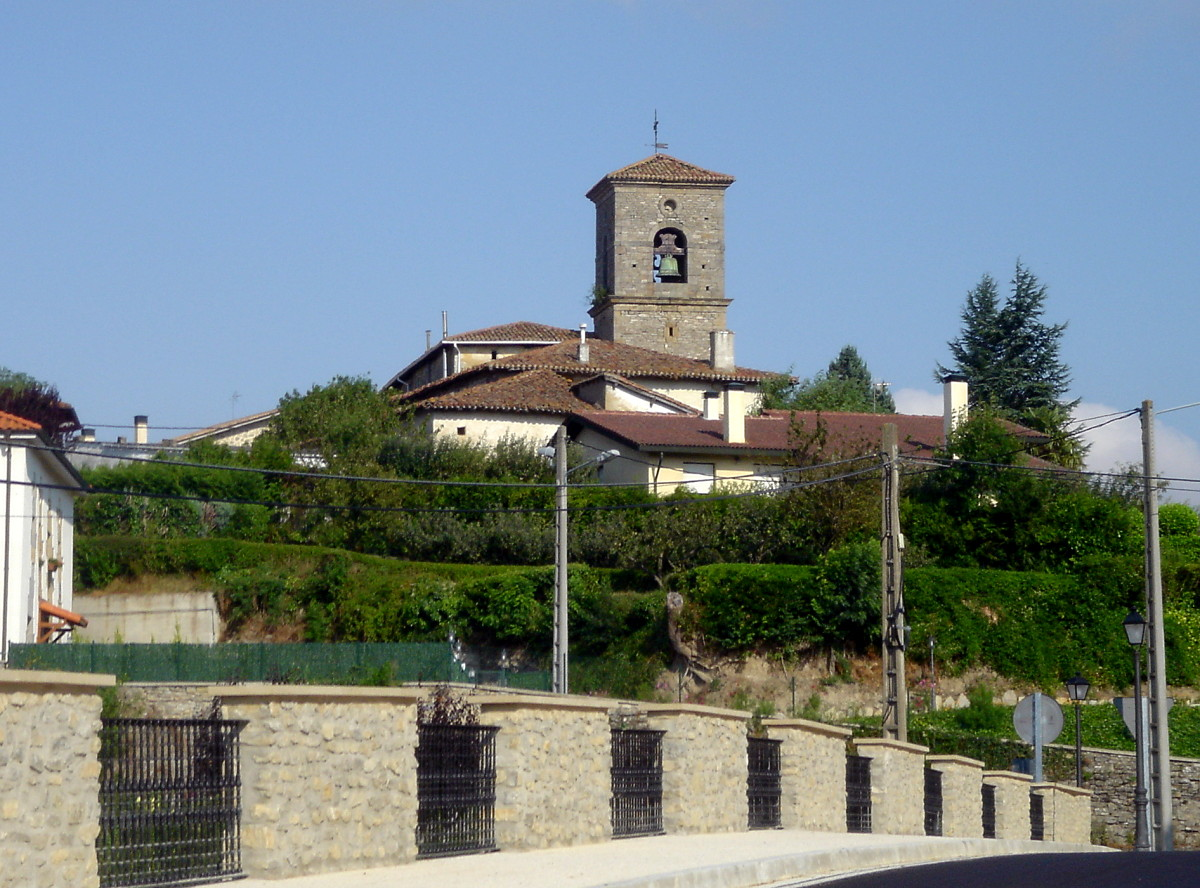
Vista de Durana, cuyo puente fue cruzado por las tropas del conde en la batalla.

### Momentos previos
En la medianoche del jueves 18 de abril el capitán realista Martín Ruiz de Gamboa y Avendaño informó a Gómez de Butrón que en una escaramuza tenida lugar en el campo de Alegría sus jinetes habían capturado cien hombres del conde y matado a unos más. En la mañana siguiente salió desde Villarreal con sus 900 infantes y 40 lanzas, y al poco tiempo le siguió Gómez de Butrón con las fuerzas vizacaínas que, tras algunas dificultades, había podido reunir en Aramayona.

### Desarrollo
El conde, enterado de estos movimientos militares, se dirigió a Cuartango con sus más de 2500 hombres —pasando cerca de Vitoria —, pero entonces las fuerzas realistas del capitán Ochoa de Álava y de Martín de Avendaño lo encontraron en el camino y lo forzaron a replegarse al monte de Zurbano. Allí reorganizó sus escuadrones y acordó cruzar el puente de Durana. El lugarteniente Gonzalo de Barahona propuso encaminarse hacia Amarita o al menos esperar en el monte, no obstante el conde se negó a escucharlo y ordenó bajar por la orilla del río, maniobra en la cual algunos murieron ahogados.
Los comuneros inmediatamente tomaron dirección a Retana, mientras el ataque incesante de la caballería, combinado con el de unos doscientos escopeteros, los debilitaban considerablemente. A los gritos de ¡vuelta, vuelta! del conde y ante la imposibilidad de continuar el recorrido ya que los realistas habían tomado la delantera, las fuerzas rebeldes finalmente escaparon hacia Miñano Mayor. Allí un espía le informó a Pedro de Ayala que Gómez de Butrón se dirigía hacia él con fuerzas considerables. Poco había por hacer ya. Los escuadrones terminaron dispersandose en medio del desorden, y el conde, desamparado, se echó huir apresuradamente sin que nadie pudiese alcanzarlo.

## Consecuencias

### Los apresados
Con excepción de un tal Lope García de Murga, «que no se sabe por donde se escapó», todos los capitanes rebeldes fueron apresados: Juan Díaz, Sancho e Iñigo de Guinea, Diego Fernández de Ugarte, Gonzalo de Barahona etc. De hecho, Barahona fue degollado al día siguiente en la plazuela de Leña de la ciudad de Vitoria, actual plaza de Santo Domingo. Con respecto a los demás prisioneros — en número de seiscientos según el cronista Prudencio de Sandoval—, el condestable procedió a enviar al licenciado Lobon para que instruyese los procesos correspondientes.
Del relato de la batalla se desprende que el desastre del conde de Salvatierra en la batalla fue total:

De manera que en todo el exercito del conde casi no quedo ninguno, que no es herido o muerto o preso o robado, que a seydo cosa espantosa (...) Hurtado diaz atrabeso por lo alto e hizo todo el mal que pudo, prendio mas de cien hombres e los tiene en Mendoza presos, que no saldran alli asta que agan las casas de su yerno o con las cabezas paguen. Don Juan alonso de Muxica tambièn atravesó por la otra parte e hizo todo el mal que pudo, aunque no quiso matar a nadie.
Carta de Juan Pérez al licenciado Galarza, fechada el 21 de abril de 1521.

### Impacto en Vitoria
El triunfo realista en Miñano Mayor trajo tranquilidad a la ciudad de Vitoria, que desde septiembre de 1520 vivía en un estado de alerta permanente. El 22 de abril el concejo ofreció recompensas a los ciudadanos que participaron en la batalla y el 26 acordó consignar en las actas del ayuntamiento todos sus detalles, aunque en realidad esto último nunca llegó a concretarse. En cuanto a las nueve banderas tomadas al ejército del conde, el 26 de abril el Ayuntamiento decidió depositarlas en la capilla mayor de la Iglesia de Santa María, donde tres días después se celebró una misa en acción de gracias por la victoria. En la causa abierta al conde años más tarde por su rebeldía el testigo Fernando Salzar declaró que estando el condestable allí le preguntó a él que banderas eran aquellas, y habiéndole respondido que las del conde de Salvatierra, contestó: «buen cobro puso en ellas, pues por cierto la más antigua casa de Castilla era la suya». Estas banderas estuvieron allí por lo menos hasta principio del siglo XIX; a partir de entonces su paradero es desconocido.
En un memorial que Vitoria elevó al rey Felipe II en 1589, además de los servicios prestados en la toma de Granada y en la recuperación de Fuenterrabía, se menciona la batalla del puente de Durana.

### Recompensa a Martín Ruiz de Avendaño
El 20 de mayo de 1521 los virreyes de Castilla concedieron a Martín Ruiz de Avendaño y a sus herederos el privilegio de utilizar las insignias de armas capturadas en la batalla:

Para que las podieredes traer con las vuestras vos e vuestros herederos e suscesores para syenpre jamas en vuestras armas y escudos y reposteros.

## Confusión acerca de la fecha de la batalla
El vallisoletano Luis de Salazar y Castro, en su obra Historia genealógica de la Casa de Lara (1697), sostuvo el 9 de abril como fecha de la batalla de Miñano Mayor. Siglos más tarde José Joaquín Landazuri rectificó esta afirmación al enunciar que el enfrentamiento tuvo lugar el día 12, lo cual tampoco es cierto. Esta confusión deriva de un error de imprenta en una de las ediciones de la obra Hernán Pérez de Yarza, alcaide de Behobia, escrita por José Ignacio Tellechea, en la cual la carta utilizada por el autor para reconstruir los hechos aparece transcripta con la data "XII". Actualmente muchas fuentes siguen cayendo en el mismo error.

## Visiones cruzadas sobre su significado
El historiador Ricardo Becerro de Bengoa vio en el ajusticiamiento de Gonzalo de Barahona el precedente de las ejecuciones de los tres líderes castellanos el 24 de abril, Padilla, Bravo y Maldonado. Esta posición, que pretendía equiparar el levantamiento del conde con el de los comuneros castellanos, fue duramente criticada por el vitoriano Vicente González de Echávarri, quien afirmó categoricamente que «en el puente de Durana salieron victoriosas las libertades públicas contra los turbulentos déspotas».